# Pritchardia lowreyana
Pritchardia lowreyana là loài thực vật có hoa thuộc họ Arecaceae. Loài này được Rock ex Becc. miêu tả khoa học đầu tiên năm 1921.

## Hình ảnh

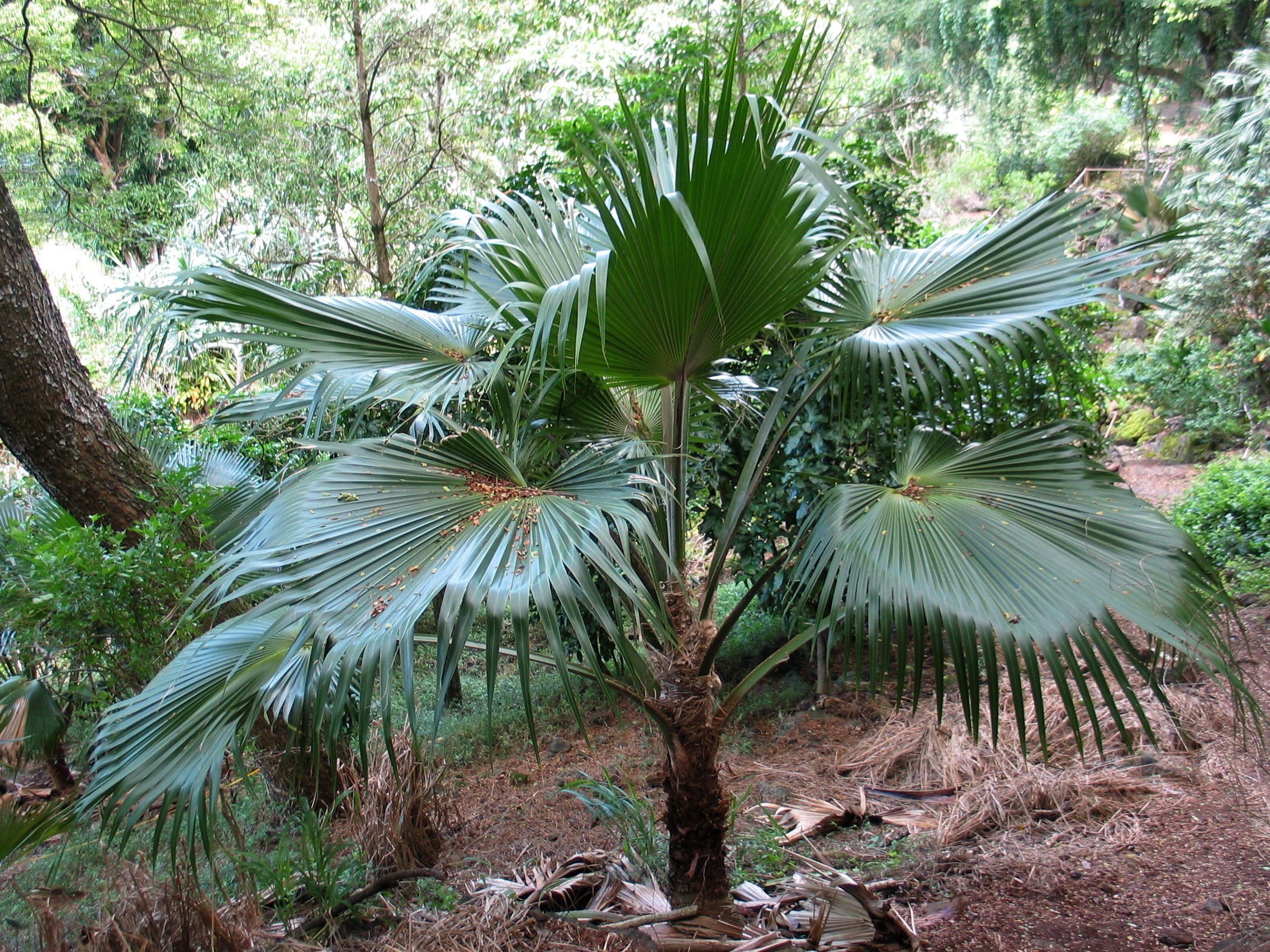
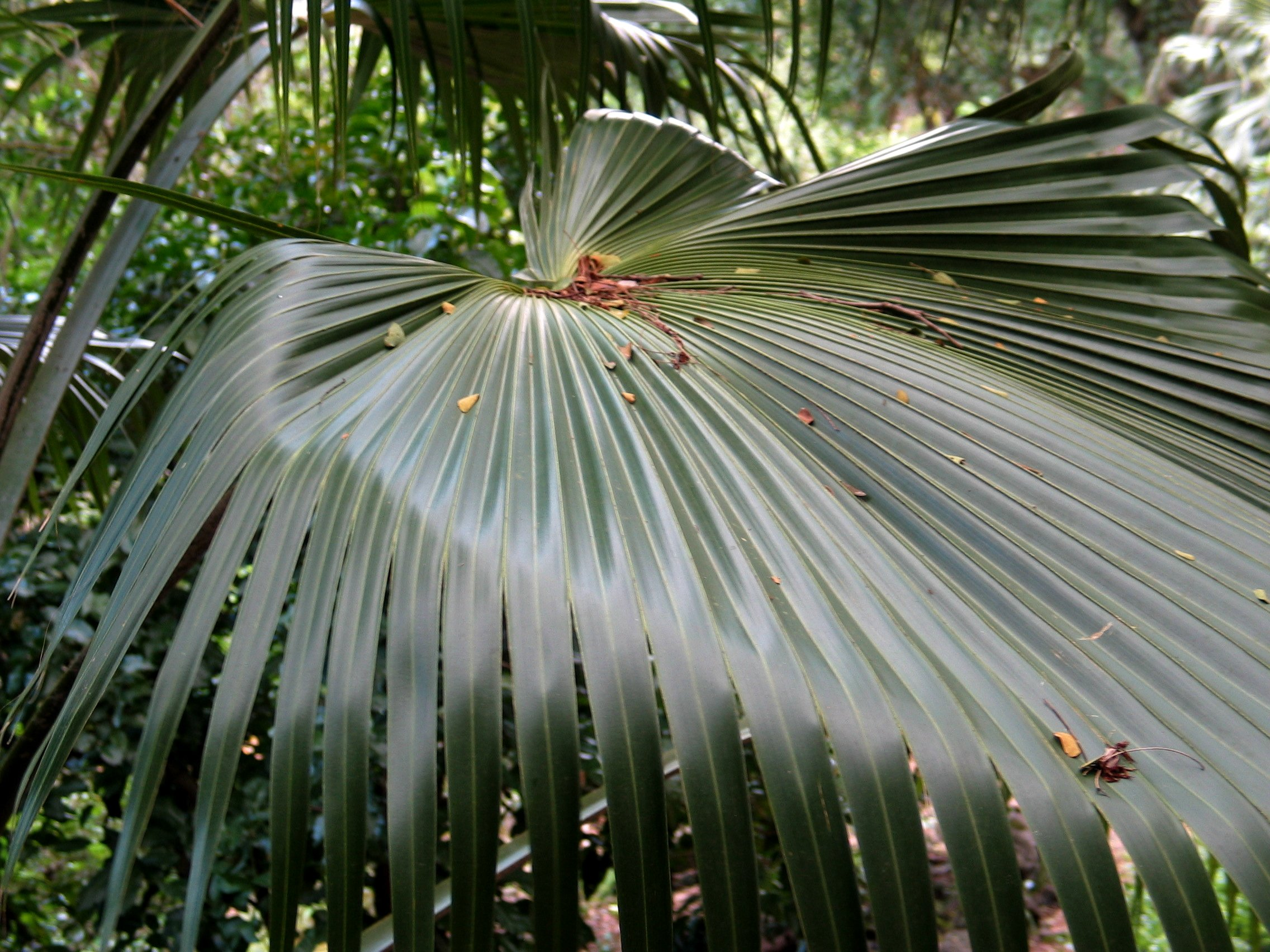
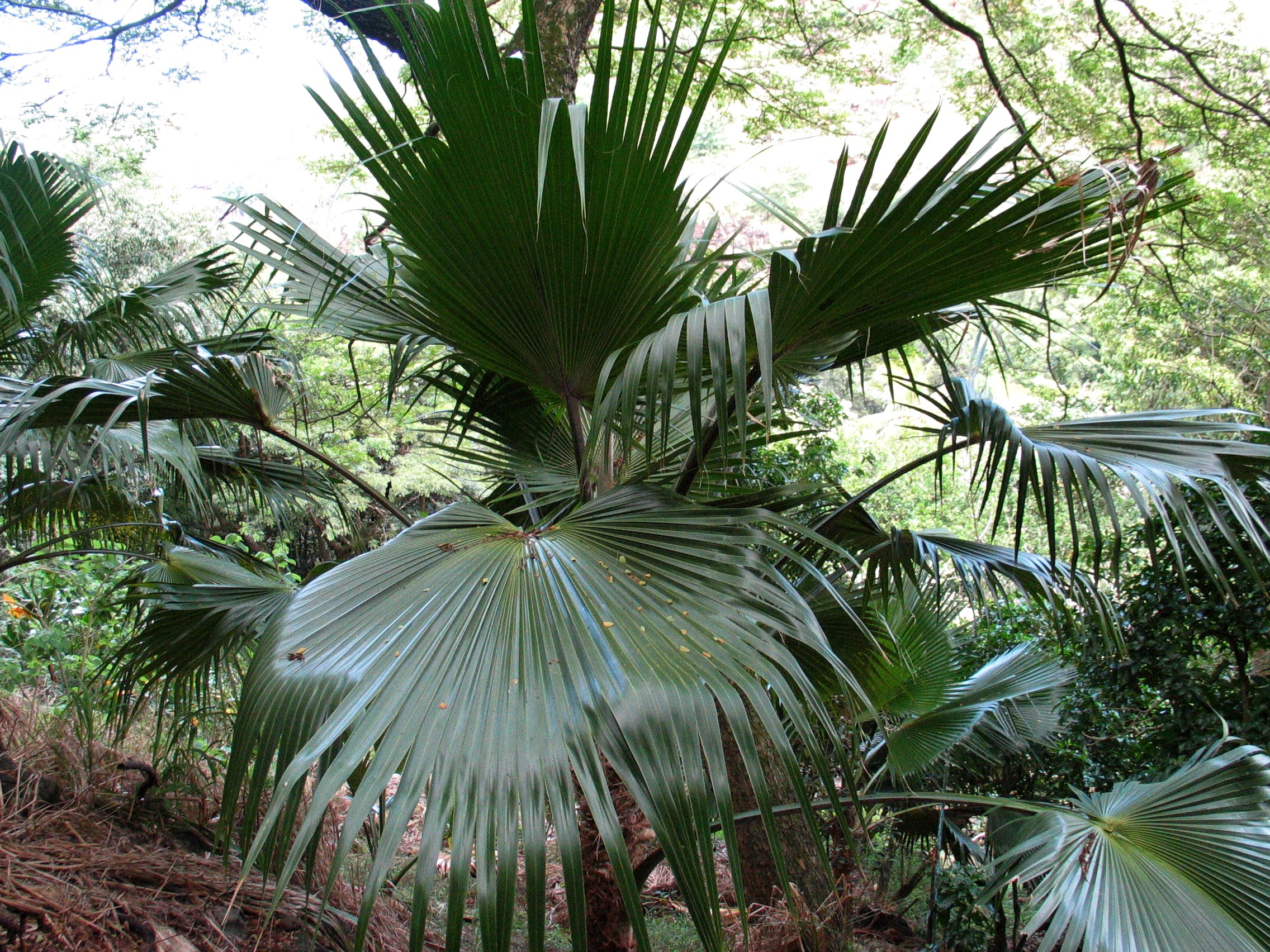